# 彭世俊
彭世俊（？—？），湖南藍山人，清朝光緒年間工科进士。

## 生平
1904年，彭世俊留學日本學习化学工程。畢業歸國後，光緒三十四年（1908年）殿试取工科进士，入翰林院，授翰林院检讨。

## 家庭
彭世俊是钟伯毅的表兄。